# Летичев
Лети́чев (укр. Летичів, пол. Latyczów) — посёлок, центр Летичевской поселковой общины Хмельницкого района Хмельницкой области Украины.

## Географическое положение
Посёлок расположен в месте впадения реки Волк в Южный Буг.

## История
После второго раздела Польши в 1793 году Летичев вошёл в состав Российской империи, в 1795 году получил статус города и передан во владение графу А. И. Моркову.
В 1896 году Летичев являлся уездным городом Летичевского уезда Подольской губернии с населением 8940 человек, здесь имелся 641 дом, двухклассное городское мужское училище, одноклассное женское училище с подготовительным классом, больница, аптека, две православные церкви, католический костел и три еврейских молитвенных дома.
Во время Первой мировой войны 1914—1918 гг. город некоторое время был под венгерской и немецкой оккупацией.
C 30 декабря 1922 года — в составе Украинской Советской Социалистической Республики Союза Советских Социалистических Республик.
Статус пгт — с 1924 года.
С 1929 года по 1939 год в городе находилось управление Летичевского укреплённого района
С июля 1941 года войска восстановленного Летичевского укреплённого района Юго-Западного фронта вступили в боевые действия против германских войск.
В 1973 году здесь действовали завод стройматериалов, кирпичный завод, маслодельный завод, мебельная фабрика и швейная фабрика.

## Население
В январе 1959 года численность населения составляла 11 447 человек.
По состоянию на 1 января 2013 года население составляло 10 590 человек.

### Языковой состав
Родной язык населения по данным переписи 2001 года:
| Язык       | Численность, чел. | Доля     |
| ---------- | ----------------- | -------- |
| Украинский | 10 742            | 97,44 %  |
| Русский    | 224               | 2,03 %   |
| Другие     | 58                | 0,53 %   |
| Итого      | 11 024            | 100,00 % |

## Экономика
Комбикормовый завод, завод «Термопласт», Также расположено несколько мебельных фабрик, швейная фабрика.

## Транспорт
Находится в 27 км от ж.д. станции Комаровцы (на линии Хмельницкий — Жмеринка).
Через посёлок проходит автодорога Ужгород—Тернополь—Кропивницкий—Донецк (E50).

## Известные уроженцы
- Багрий, Александр Васильевич (1891—1949) — литературовед, историк русской и украинской литературы.
- Гольденберг, Лев Моисеевич (1921—2002) — советский и российский ученый в области импульсной и цифровой техники, цифровой обработки сигналов, доктор технических наук (1969).
- Коцюбинский, Тихон Антонович — Герой Советского Союза.
- Михальский, Евгений Иосифович (21 января 1897, Летичев — 15 октября 1937, Киев) — выдающийся поэт на языке эсперанто, деятель рабочего эсперанто-движения. Писал также под псевдонимами Torentano, Revulo, Profetivski. Эсперантской литературной критикой признан ведущим «пролетарским советским поэтом» на эсперанто.
- Осликовский, Николай Сергеевич (1900—1971) — советский военный деятель, генерал-лейтенант, Герой Советского Союза.
- Джозеф «Док» Стачер (1902—1977)— один из влиятельнейших гангстеров «второго ряда». Он принимал участие в создании Национального преступного синдиката, а также был совладельцем казино в Лас-Вегасе. Настоящая его фамилия — Ойстахер, но он «американизировал» её.
- Гурвич, Ирина Борисовна (30 июня 1911 — 30 марта 1995) — советский режиссёр-мультипликатор. Работала на Киевской студии художественных фильмов. Художественный руководитель секции украинской мультипликации. Заслуженный деятель искусств УССР (1973).
- Сигельбаум, Бенджамин (1906—1947) — известный в 1930—1940-х годах американский гангстер еврейского происхождения, родители которого были родом из этого города Российской империи.
- Вержбицкий, Григорий Афанасьевич — генерал-лейтенант, видный деятель белого движения в Сибири.

## Галерея

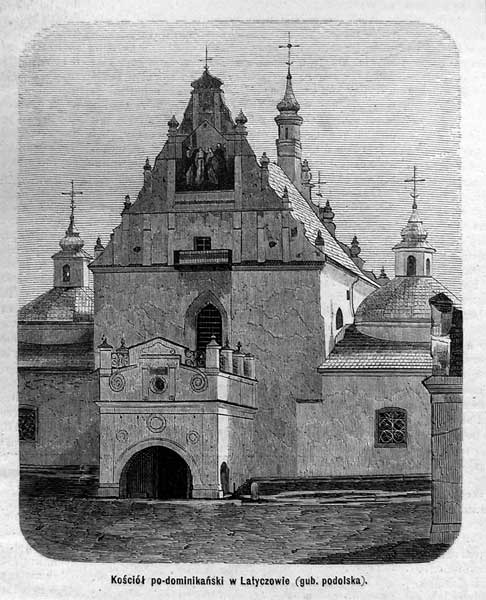
Доминиканский костёл. Гравюра XIX в.
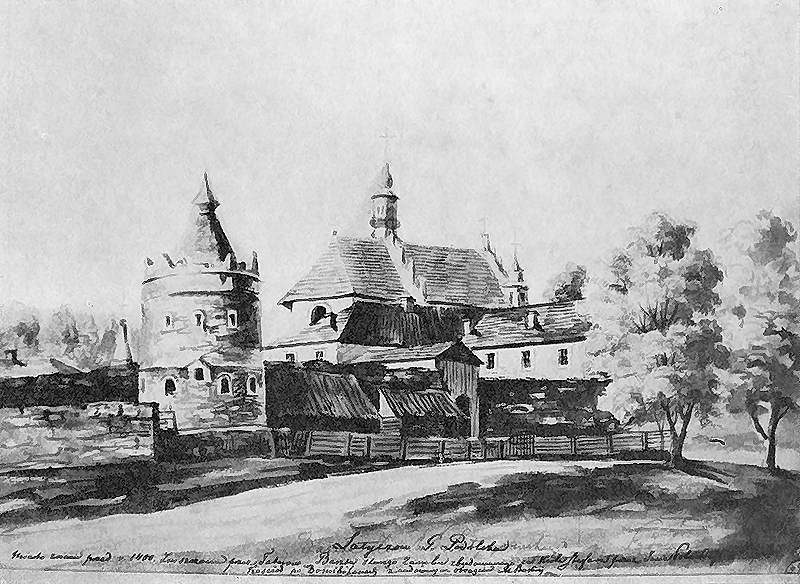
Летичев. Рисунок Наполеон Орда
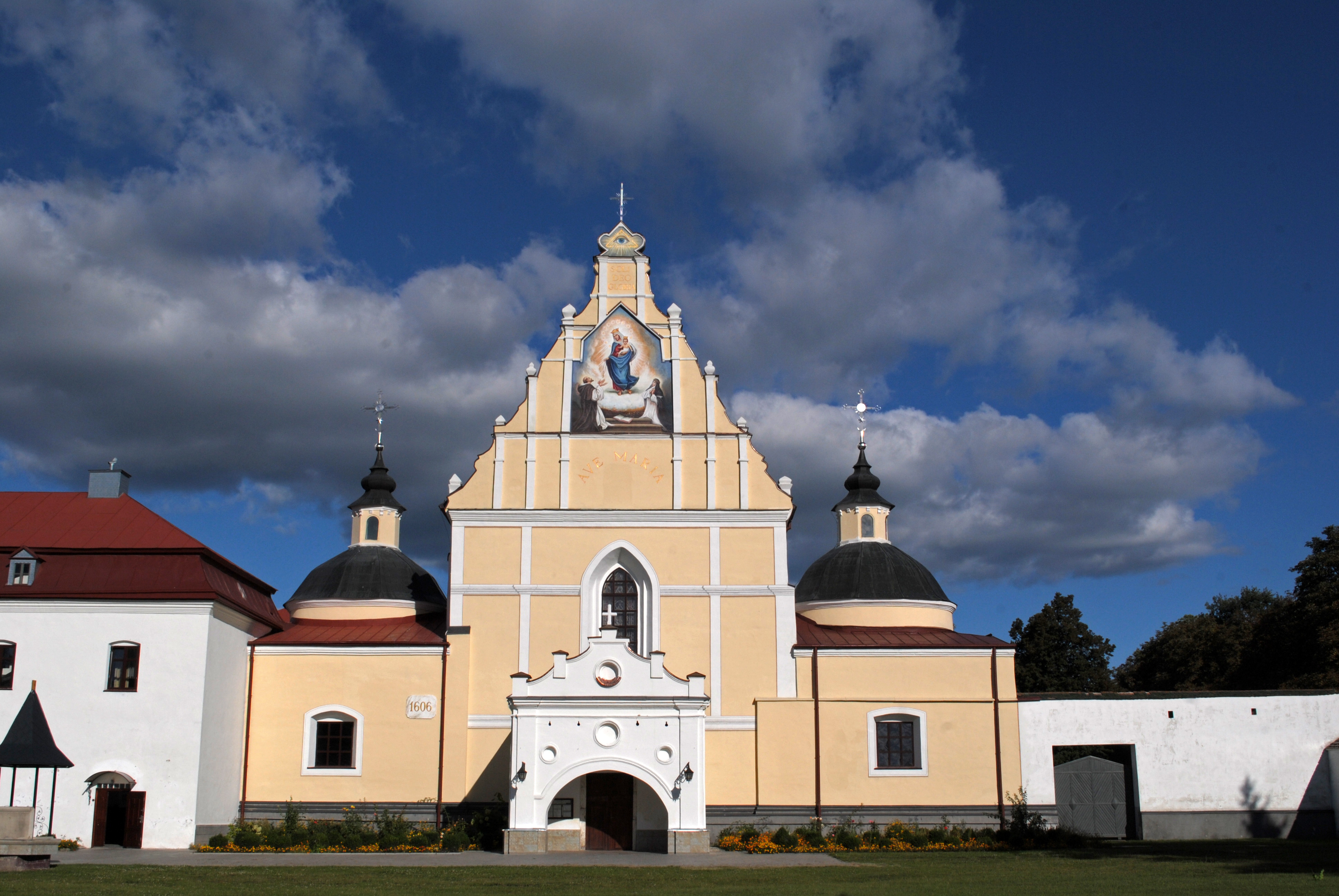
Костёл Успения Пресвятой Девы Марии
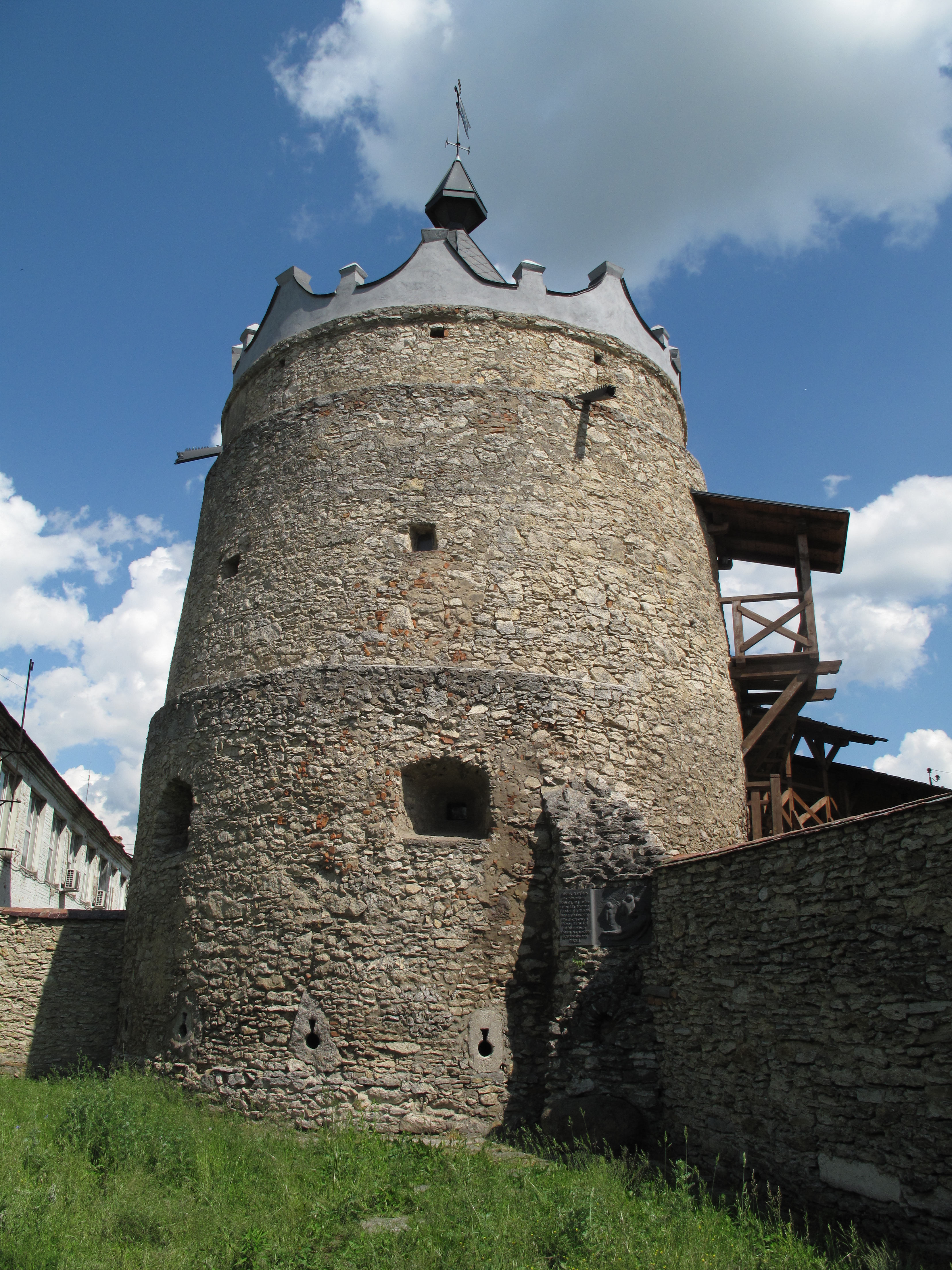
Башня Летичевского замка (1598 г.)
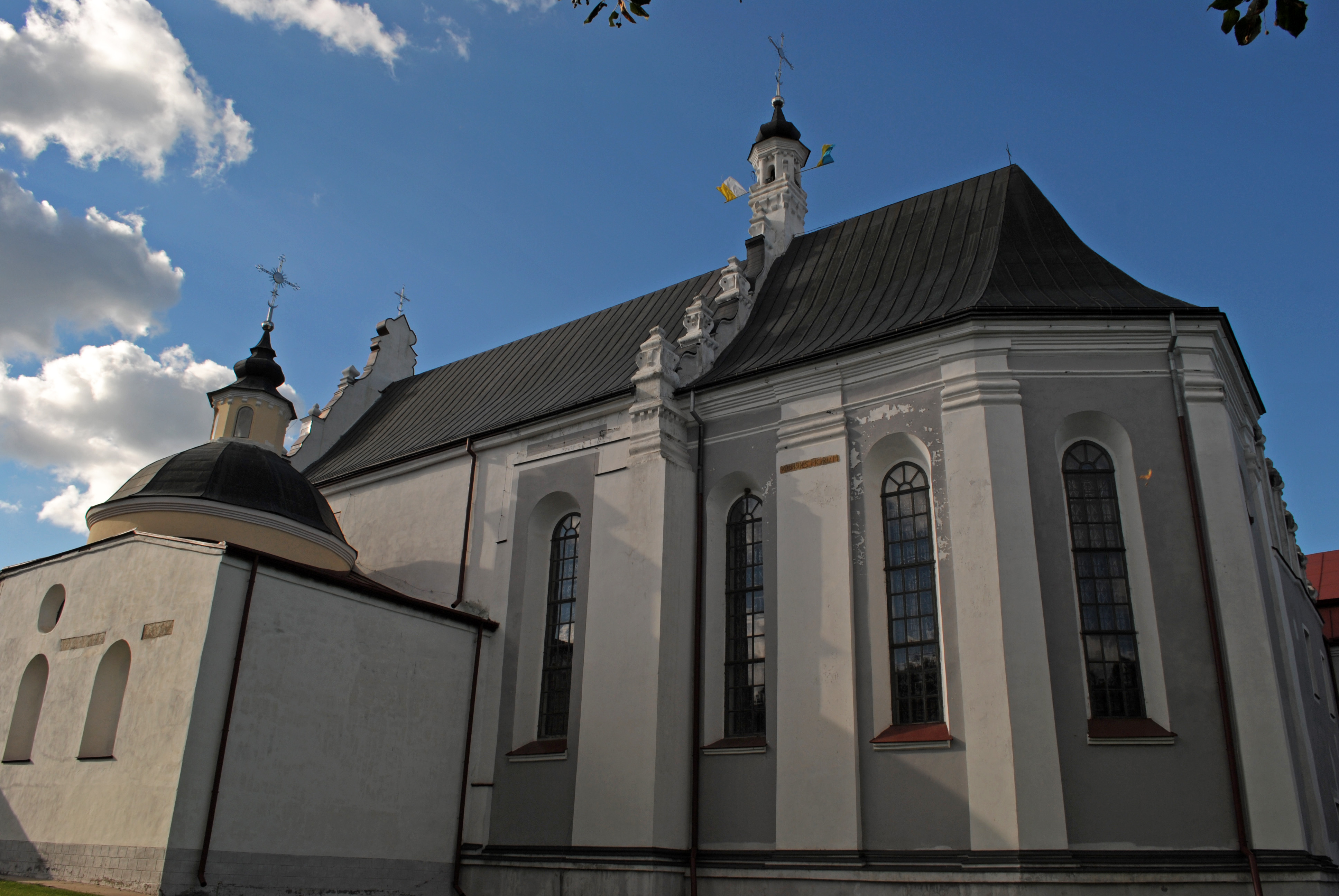
Доминиканский костёл со стороны алтаря
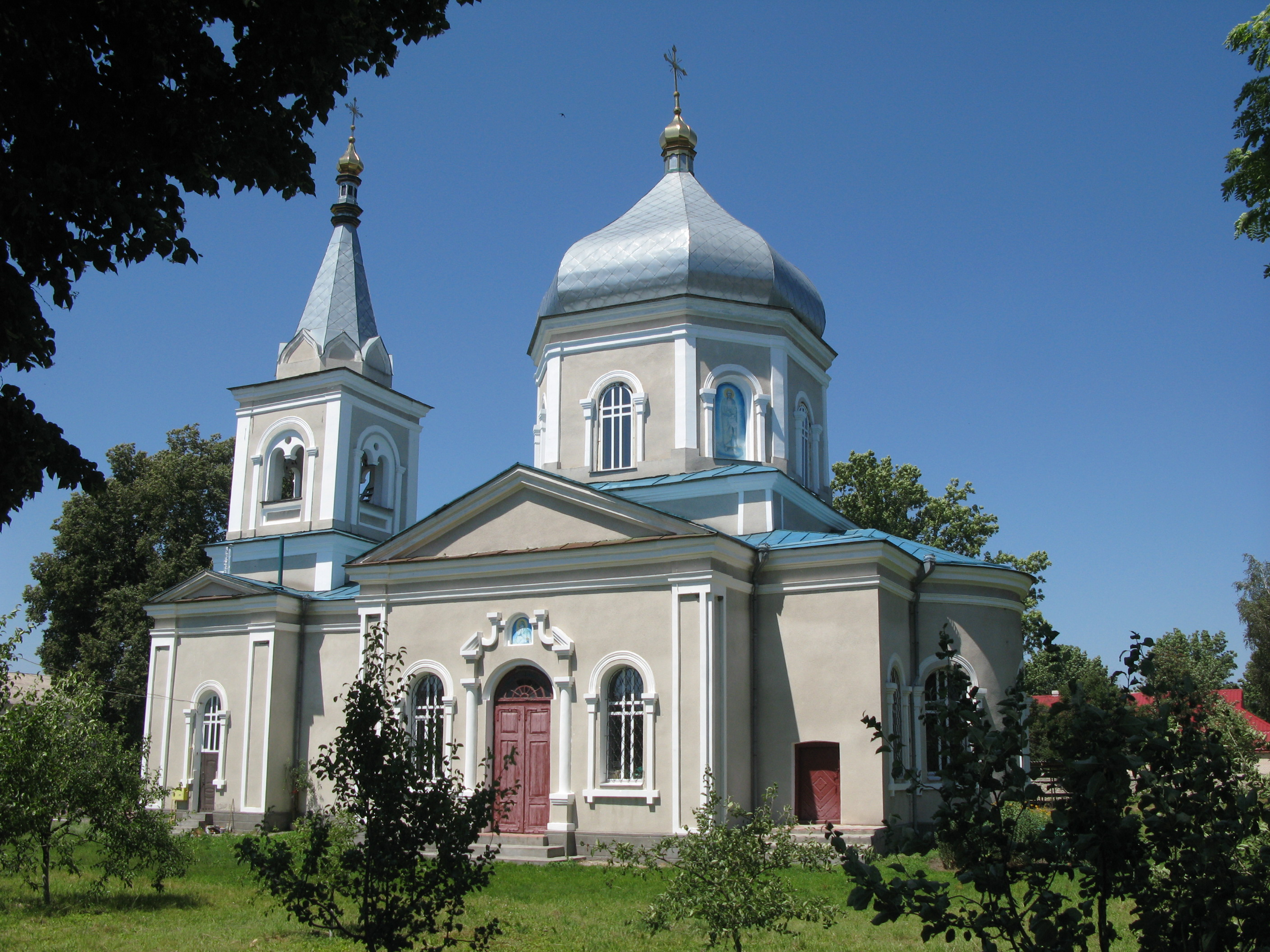
Михайловская церковь
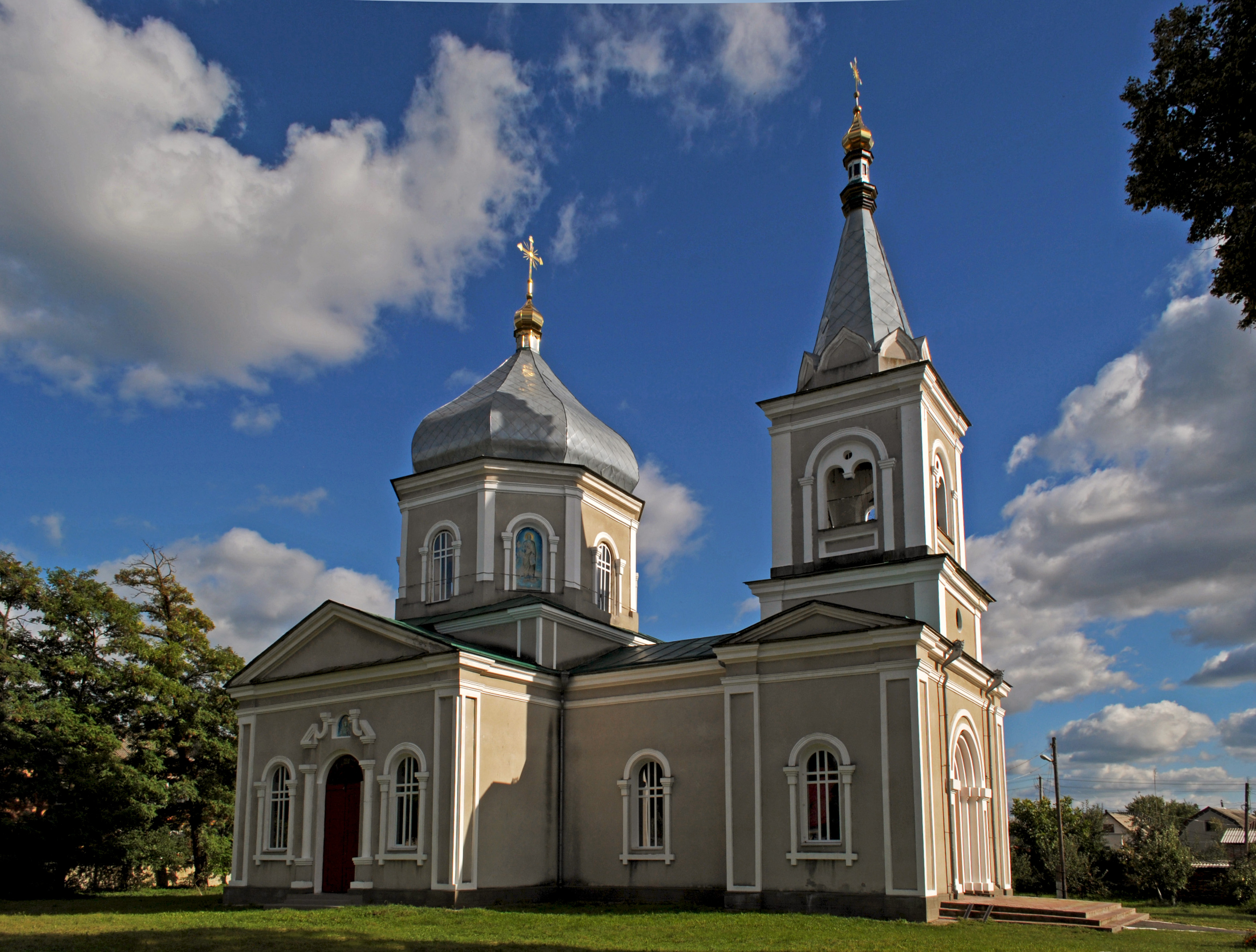
Успенская церковь
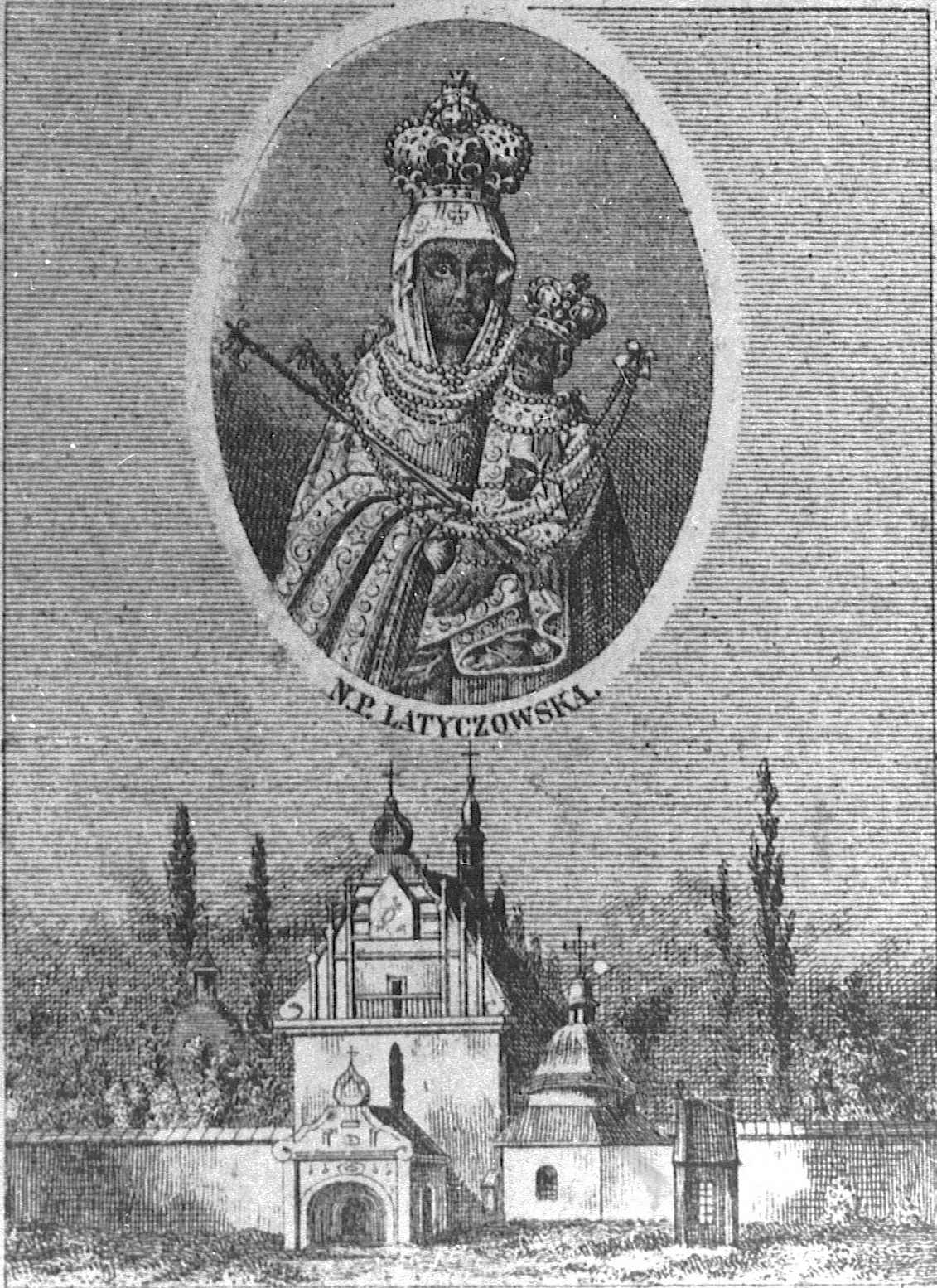
Богоматерь Летичевская
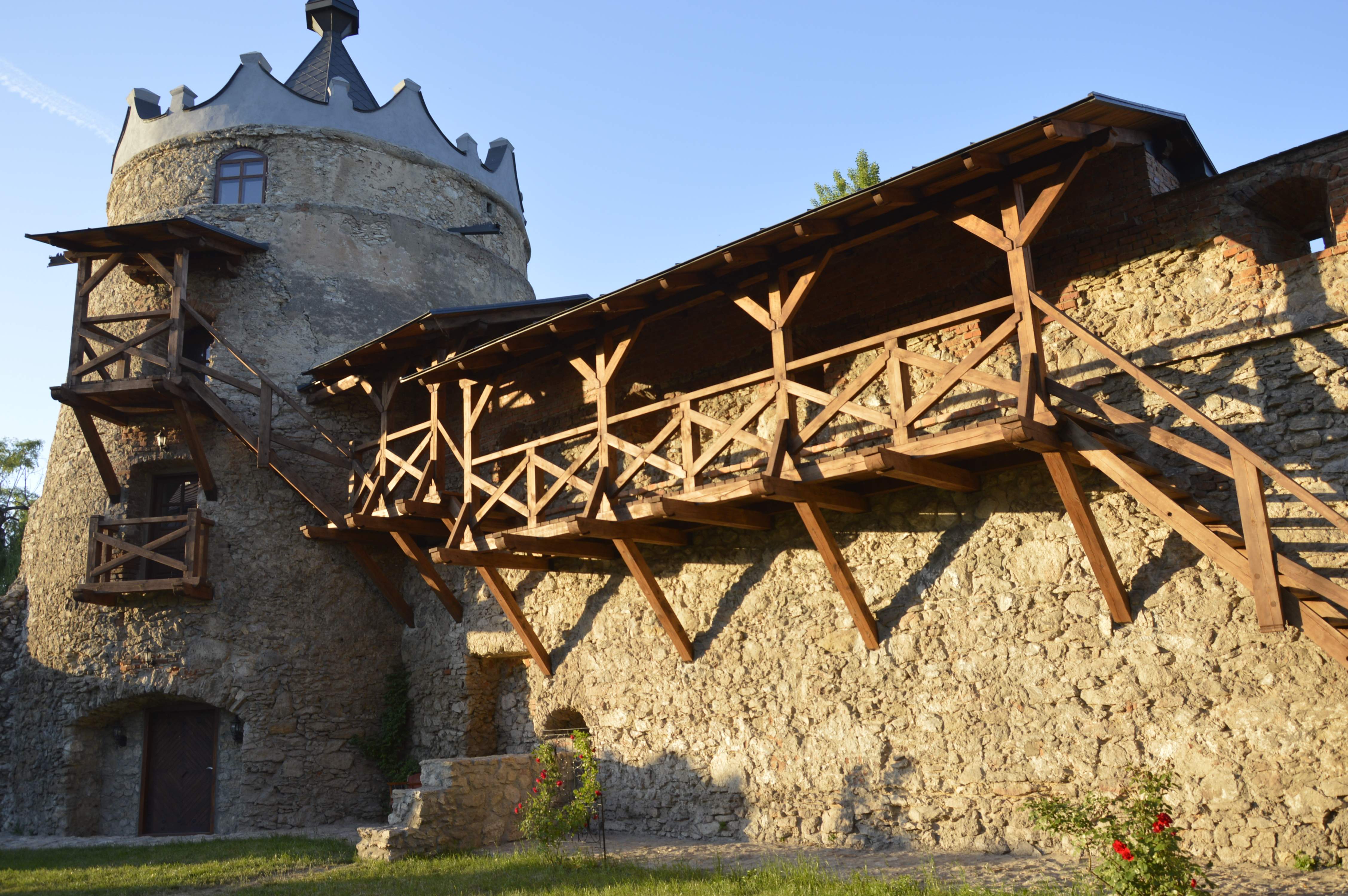
Летичевский замок
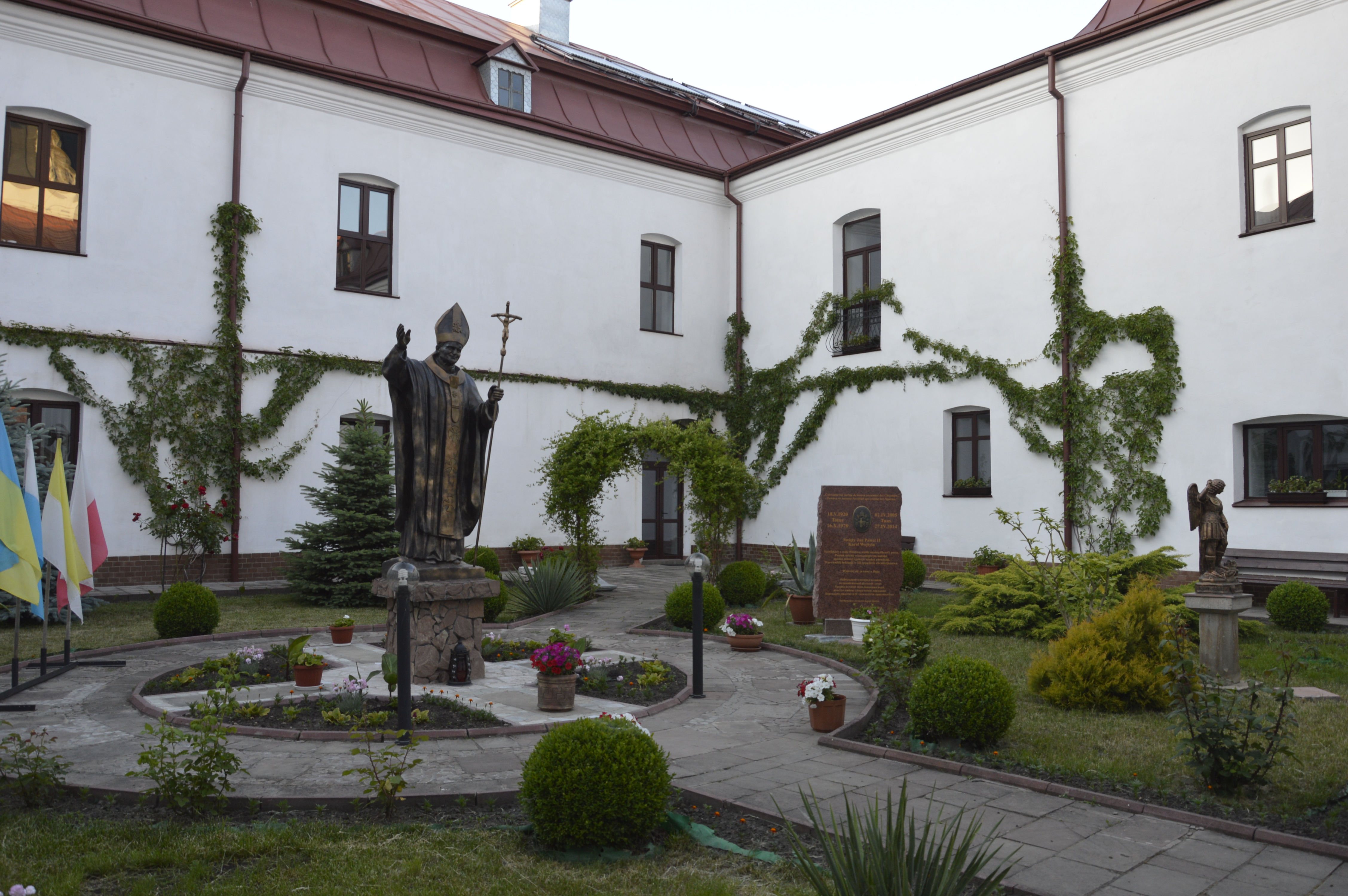
Костёл Успения Пресвятой Девы Марии
Памятник У. Кармалюку